# Thomas Vose Daily
Thomas Vose Daily (Belmont, 23 settembre 1927 – New York, 14 maggio 2017) è stato un vescovo cattolico statunitense.

## Biografia
Monsignor Thomas Vose Daily nacque a Belmont il 23 settembre 1927 da John F. Daily e Mary McBride (nata Vose). La sua era una consolidata famiglia del New England.

### Formazione e ministero sacerdotale
Studiò al Boston College e poi al seminario "San Giovanni" di Brighton, Boston.
Il 10 gennaio 1952 fu ordinato presbitero per l'arcidiocesi di Boston nella cattedrale della Santa Croce a Boston dal cardinale Richard James Cushing. Il suo primo incarico fu quello di curato della chiesa di Sant'Anna a Wollaston, Quincy, che mantenne per otto anni.
Nel 1960 entrò nella Società missionaria di San Giacomo Apostolo e si trasferì nella zona di Limatambo a Cusco, in Perù. Trascorse i successivi cinque anni come missionario. Nella parrocchia di Nostra Signora dell'Assunzione a Limatambo si possono vedere i registri dei battesimi con la sua firma. Sopravvivono ancora la chiesa e la vecchia canonica costruite dai sacerdoti americani, come la gente usa chiamarli.
Dopo essere tornato a Boston, venne riassegnato alla chiesa di Sant’Anna dove prestò servizio come vicario parrocchiale fino al 1971. In quell'anno divenne segretario del cardinale Humberto Sousa Medeiros e, successivamente, vicario per gli affari temporali.

### Ministero episcopale
Il 28 dicembre 1974 papa Paolo VI lo nominò vescovo ausiliare di Boston e titolare di Bladia. Ricevette l'ordinazione episcopale l'11 febbraio successivo dal cardinale Humberto Sousa Medeiros, arcivescovo metropolita di Boston, coconsacranti i vescovi ausiliari Thomas Joseph Riley e Lawrence Joseph Riley. Nel 1976 venne nominato vicario generale dell'arcidiocesi. A causa della sua scioltezza nella lingua spagnola gli furono affidati compiti speciali nei confronti della comunità ispanica dell'arcidiocesi.
Il 17 luglio 1984, appena quattro mesi dopo l'insediamento di monsignor Bernard Francis Law come arcivescovo di Boston, papa Giovanni Paolo II lo nominò primo vescovo della nuova diocesi di Palm Beach, in Florida. Tra le sue azioni più degne di nota ci furono la sua guida di veglie di preghiera pro-life nelle cliniche locali per aborti. Fu anche cappellano supremo dei Cavalieri di Colombo dal 1987 al 2005.
Il 20 febbraio 1990 papa Giovanni Paolo II lo nominò vescovo di Brooklyn. Prese possesso della diocesi il 18 aprile successivo. Poco dopo, rispondendo alla domanda di un giornalista, affermò che l'allora governatore di New York, Mario Cuomo, non sarebbe stato accolto come oratore nelle parrocchie della diocesi a causa della posizione pro-choice sull'aborto, direttamente contrario con l'insegnamento cattolico. Prestò servizio durante un periodo di tensioni razziali e difficoltà finanziarie. Insieme ai Cavalieri di Colombo, il 6 ottobre 1995 la diocesi di Brooklyn ospitò papa Giovanni Paolo II che celebrò una messa all'Aqueduct Race Track.
Il 1º agosto 2003 papa Giovanni Paolo II accettò la sua rinuncia al governo pastorale della diocesi per raggiunti limiti di età.
Fu membro della Pontificia commissione per l'America Latina, del consiglio di amministrazione della Società di San Giacomo Apostolo a Boston e del consiglio di amministrazione dell'ufficio cattolico nazionale per le persone con disabilità a Washington.
Morì nella Bishop Mugavero Residence di Douglaston, Queens, New York alle 12:02 del 14 maggio 2017 all'età di 89 anni. Da diversi anni la sua salute era in declino. Le esequie si tennero il 19 maggio alle ore 11 nella cappella della Bishop Mugavero Residence. È sepolto nella cripta dei vescovi di Douglaston.

## Genealogia episcopale e successione apostolica
La genealogia episcopale è:
- Cardinale Scipione Rebiba
- Cardinale Giulio Antonio Santori
- Cardinale Girolamo Bernerio, O.P.
- Arcivescovo Galeazzo Sanvitale
- Cardinale Ludovico Ludovisi
- Cardinale Luigi Caetani
- Cardinale Ulderico Carpegna
- Cardinale Paluzzo Paluzzi Altieri degli Albertoni
- Papa Benedetto XIII
- Papa Benedetto XIV
- Papa Clemente XIII
- Cardinale Bernardino Giraud
- Cardinale Alessandro Mattei
- Cardinale Pietro Francesco Galleffi
- Cardinale Giacomo Filippo Fransoni
- Cardinale Carlo Sacconi
- Cardinale Edward Henry Howard
- Cardinale Mariano Rampolla del Tindaro
- Cardinale Rafael Merry del Val
- Cardinale Giovanni Vincenzo Bonzano
- Arcivescovo John Gregory Murray
- Vescovo James Louis Connolly
- Cardinale Humberto Sousa Medeiros
- Vescovo Thomas Vose Daily

La successione apostolica è:
- Vescovo Ignatius Anthony Catanello (1994)
- Vescovo Gerald Michael Barbarito (1994)